# Greta Gynt
Greta Gynt, nata Margrethe Woxholt (Oslo, 15 novembre 1916 – Londra, 2 aprile 2000), è stata un'attrice norvegese.

## Filmografia parziale
- Occhi neri di Londra (The Dark Eyes of London), regia di Walter Summers (1939)
- Il mistero dell'arsenale (The Arsenal Stadium Mystery), regia di Thorold Dickinson (1939)
- Prendi la mia vita (Take My Life), regia di Ronald Neame (1947)
- Tormento (Dear Murderer), regia di Arthur Crabtree (1947)
- The Calendar, regia di Arthur Crabtree (1948)
- I tre soldati (Soldiers Three), regia di Tay Garnett (1951)
- L'uomo dai cento volti (The Ringer), regia di Guy Hamilton (1952)
- Indagine pericolosa (Fortune Is a Woman), regia di Sidney Gilliat (1957)
- Le 10 lune di miele di Barbablù (Bluebeard's Ten Honeymoons), regia di W. Lee Wilder (1960)